# Juansilvaíta
La juansilvaíta es un mineral muy raro, descubierto en la mina Torrecillas (o Torrecilla), en Tarapacá (Chile), que es la localidad tipo. El nombre es un homenaje a Juan Silva Aguirre, ingeniero de minas y empresario minero que explotó múltiples minas en la región de Atacama.

## Propiedades físicas y químicas
Su composición es muy compleja, con iones hidroxiarseniato e dihidroxiarseniato, además de iones sulfato. Los cationes de la fórmula ideal son el sodio y el aluminio, y contiene cuatro moléculas de agua. Además puede contener pequeñas cantidades de hierro, manganeso y trazas de cobre. Se ha encontrado como agrupaciones de microcristales transparentes, de tamaño inferior al milímetro, agrupados habitualmente en forma de gavilla, que en la localidad tipo son de color rosado de diversos tonos. también aparece como agregados de color rosado con aspecto de coliflor de cristales indiferenciados

## Yacimientos
La localidad tipo es la mina Torrecillas, en Iquique, Tarapacá (Chile). Esta mina, un conjunto de pequeñas labores abandonadas, es también la localidad tipo de una serie de minerales raros descubiertos recientemente, como la camanchacaita, chongita, cuatrocapaita-(K), cuatrocapaíta-(NH4), currierita, espadaíta, leveretteita, magnesiocanutita, magnesiofluckita, magnesiokoritnigita, mauriciodiniita, nafeasita, picaíta, riosecoíta y torrecillasita. Aparece asociada ditrectamente a canutita, mahnertita y a caracolita.
Solamente se conoce hasta el momento en otra localidad en el mundo, la mina Golosina, en Cuevas del Almanzora, Almería (España). En esta localidad se encuentran también microcristales incoloros, además de agregados rosados. Está asociada a mahnertita y caracolita.